# Koukisvoumtchorr
Koukisvoumtchorr (en russe : Кукисвумчорр), appelé à ses débuts le Vingt-Cinquième-Kilomètre (25-й километр), est un micro-raïon - c'est-à-dire un arrondissement suburbain - de la ville de Kirovsk (oblast de Mourmansk) dans l'extrême nord-ouest de la Russie, au-delà du cercle arctique. Il doit son nom à la montagne du même nom au pied de laquelle il se trouve et qui fait partie du massif des Khibiny. Koukisvoumtchorr se trouve à 7 kilomètres du centre-ville de Kirovsk vers le nord. Sa population est de moins de 2 500 habitants.
Cet arrondissement doit sa naissance à l'extraction de minerais dans les années 1930. L'extraction se fait dans la partie supérieure de Koukisvoumtchorr. L'entreprise d'extraction est l'employeur principal de la ville.
C'est également depuis les années 1980 une petite station de ski, l'une des trois de la ville de Kirovsk. Ses remontées mécaniques datent des années 2000 et fonctionnent de mi-novembre à mi-mai. Elle est entourée des trois côtés de montagnes. Du quatrième côté, l'on descend vers le lac Bolchoï Voudyavr et au-delà au centre-ville de Kirovsk au sud. 

## Source
- (ru) Cet article est partiellement ou en totalité issu de l’article de Wikipédia en russe intitulé « Кукисвумчорр (микрорайон) » (voir la liste des auteurs).